# Monocentris reedi
Monocentris reedi is een straalvinnige vissensoort uit de familie van denappelvissen (Monocentridae). De wetenschappelijke naam van de soort is voor het eerst geldig gepubliceerd in 1956 door Schultz.